# 西城街道 (龙岩市)
西城街道，是中华人民共和国福建省龙岩市新罗区下辖的一个乡镇级行政单位。

## 行政区划
西城街道下辖以下地区：
西安社区、苏溪社区、西平社区、西兴社区、西桥社区、莲花社区和莲新社区。